# Premier Division 2024 (Irlanda)
La League of Ireland Premier Division 2024, anche nota come 2024 SSE Aircity League Premier Division per motivi di sponsorizzazione, è stata la 104ª edizione della massima serie del campionato irlandese di calcio, iniziata il 16 febbraio, e terminata il 1º novembre 2024.
Lo Shamrock Rovers è la squadra campione in carica, avendo vinto il suo ventunesimo titolo nazionale, il quarto consecutivo, nell'edizione 2023. Il campionato è stato vinto dallo Shelbourne.

## Stagione

### Novità
Dalla Premier Division 2023 sono state retrocesse in First Division, UCD, dopo due stagioni consecutive in massima serie e Cork City, sconfitto negli spareggi promozione-retrocessione dopo una sola stagione nel campionato di vertice. Al loro posto, dalla First Division 2023 sono state promosse il primo classificato Galway United, dopo un'assenza dalla massima serie di 6 anni, e il vincente degli spareggi promozione-retrocessione Waterford, che era assente dalla massima serie da due anni.

### Formula
Le 10 squadre partecipanti si affrontano in un girone all'italiana con doppie partite di andata e ritorno per un totale di 36 giornate. La squadra prima classificata è dichiarata campione d'Irlanda ed ammessa al primo turno di qualificazione della UEFA Champions League 2025-2026. La seconda e la terza classificata vengono ammesse al primo turno di qualificazione della UEFA Conference League 2025-2026. Se la squadra vincitrice della FAI Cup, ammessa al primo turno di qualificazione della UEFA Europa Conference League 2025-2026, si classifica al secondo o terzo posto, l'accesso al primo turno di Europa Conference va a scalare. La nona classificata viene ammessa allo spareggio promozione/retrocessione contro la vincente degli spareggi di First Division. La decima classificata viene retrocessa in First Division.

## Squadre partecipanti
| Club            | Città                  | Stadio           | Stagione precedente    |
| --------------- | ---------------------- | ---------------- | ---------------------- |
| Bohemians       | Dublino (Phibsborough) | Dalymount Park   | 6° in Premier Division |
| Derry City      | Derry                  | Brandywell       | 2° in Premier Division |
| Drogheda Utd    | Drogheda               | United Park      | 7° in Premier Division |
| Dundalk         | Dundalk                | Oriel Park       | 5° in Premier Division |
| Galway United   | Galway                 | Terryland Park   | 1° in First Division   |
| Shamrock Rovers | Dublino (Tallaght)     | Tallaght Stadium | Campione d'Irlanda     |
| Shelbourne      | Dublino (Drumcondra)   | Tolka Park       | 4° in Premier Division |
| Sligo Rovers    | Sligo                  | Showgrounds      | 8° in Premier Division |
| St Patrick's    | Dublino (Inchicore)    | Richmond Park    | 3° in Premier Division |
| Waterford       | Waterford              | Waterford RSC    | 2° in First Division   |

## Classifica
|  | Pos. | Squadra         | Pt | G  | V  | N  | P  | GF | GS | DR  |
|  | ---- | --------------- | -- | -- | -- | -- | -- | -- | -- | --- |
|  | 1.   | Shelbourne      | 63 | 36 | 17 | 12 | 7  | 40 | 27 | +13 |
|  | 2.   | Shamrock Rovers | 61 | 36 | 17 | 10 | 9  | 50 | 35 | +15 |
|  | 3.   | St Patrick's    | 59 | 36 | 17 | 8  | 11 | 51 | 37 | +14 |
|  | 4.   | Derry City      | 55 | 36 | 14 | 13 | 9  | 48 | 31 | +17 |
|  | 5.   | Galway United   | 52 | 36 | 13 | 13 | 10 | 33 | 29 | +4  |
|  | 6.   | Sligo Rovers    | 49 | 36 | 13 | 10 | 13 | 40 | 51 | -11 |
|  | 7.   | Waterford       | 45 | 36 | 13 | 6  | 17 | 43 | 47 | -4  |
|  | 8.   | Bohemians       | 42 | 36 | 10 | 12 | 14 | 39 | 43 | -4  |
|  | 9.   | Drogheda Utd    | 34 | 36 | 7  | 13 | 16 | 41 | 58 | -17 |
|  | 10.  | Dundalk         | 26 | 36 | 5  | 11 | 20 | 23 | 50 | -27 |

Legenda:
      Campione d'Irlanda e ammessa al primo turno di qualificazione della UEFA Champions League 2025-2026
      Ammesse al primo turno di qualificazione della UEFA Europa Conference League 2025-2026
 Ammesso allo spareggio retrocessione-promozione
      Retrocessa in First Division 2025
Note:
Tre punti a vittoria, uno a pareggio, zero a sconfitta.
La classifica viene stilata secondo i seguenti criteri:
- Punti conquistati
- Differenza reti generale
- Reti totali realizzate